# Paralastor leptias
Paralastor leptias är en stekelart som beskrevs av Perkins 1914. Paralastor leptias ingår i släktet Paralastor och familjen Eumenidae. Inga underarter finns listade i Catalogue of Life.